# Aldona Jonuškaitė-Šaltenienė
Aldona Jonuškaitė-Šaltenienė (6 d'octubre de 1943 a Utena, Lituània) és una artista i ceramista lituana.

## Biografia
El 1967 es va graduar a l'Institut Lituà de Belles Arts, amb els mestres Mikėnas J., Aldona Ličkutė-Jusionienė. En 1972-1989, va dissenyar ceràmica a la Vilnius Art Factory. Des de 1989 fa classes a l'Institut Lituà d'Art (a l'Acadèmia de Belles Arts des de 1990), on des de 1992 és Professora Associada. El 1998, va ser artista en residència a la Universitat de Maryland, a l'Institut d'Art de Baltimore.
Des de 1970, ha participat en exposicions, exposicions individuals celebrades a Vílnius el 1993, 1997, 1998. Ha demostrat en més de 30 exposicions internacionals a Lituània i a l'estranger (Exposició Internacional de Ceràmica de Faenza el 1987), Galeria d'Art Dalia , i té obra al Museu d'Art de Lituània, el Museu Nacional d'Art Čiurlionis i el Museu Nacional de Lituània.

## Premis i recoenixements
- 1985 - Triennal a Tallin, el Gran Premi dels Estats bàltics
- 1998 - Premi Nacional de Cultura i Arts de Lituània